# Manuel Osorio Manrique de Zúñiga, nen
Manuel Osorio Manrique de Zúñiga, nen és un quadre de Francisco de Goya conservat en el Museu Metropolità d'Art de Nova York. Es tracta d'un retrat pictòrica l'oli que mesura 110 centímetres d'alçada per 80 cm d'amplada.

## Descripció
El retratat és el fill petit de Vicente Joaquín Osorio de Moscoso y Guzmán, comte d'Altamira i conseller del Banc de San Carlos, institució antecessora de l'actual Banc d'Espanya. El pare, va contractar Goya, aleshores retratista en la cort de Carles III d'Espanya, perquè fes retrats de tota la família, sent aquest del seu fill Manuel el més conegut.
Goya ho representa com un ninot, més que com un nen. Està rígid, sense moure's. El gest és seriós, d'expressió impenetrable. Va vestit amb riques robes, la moda del moment: un vestit de color vermell intens amb una faixa daurada. La llum queda en la part superior del quadre.
A la part inferior, diferenciant-se del nen, hi ha una sèrie d'animals, cadascun amb un contingut simbòlic propi. Així, n'hi ha una garsa, que el nen agafa amb una corda, i que en el bec ala punta porta un paper, una targeta de visita de l'artista; aquest animal seria el símbol de la curiositat. Malgrat tot, en el cristianisme els ocells simbolitzen l'ànima, refermant-se així la innocència de tots dos, ocell i nen. També es veu a tres gats, que sotgen a la garsa, i seria el món dels instints. Goya considerava els gats com animals diabòlics, com pot veure's en Els Capritxos a l'estampa El somni de la raó produeix monstres. Contrasta la seva malícia amb la innocència del nen. Altres ocells estan en una gàbia, al costat dret de la pintura, simbolitzant el confinament i protecció de la infància. A la part inferior pot llegir-se el nom i la data de naixement del model:«MANVEL OSORIO MANRRIQVE DE ZVÑIGA Sr. DE GINES NACIO EN ABR A II DE 1784»